# Eugenia calycina
Eugenia calycina är en myrtenväxtart som beskrevs av Jacques Cambessèdes. Eugenia calycina ingår i släktet Eugenia och familjen myrtenväxter.

## Underarter
Arten delas in i följande underarter:
- E. c. calycina
- E. c. herbacea

## Bildgalleri

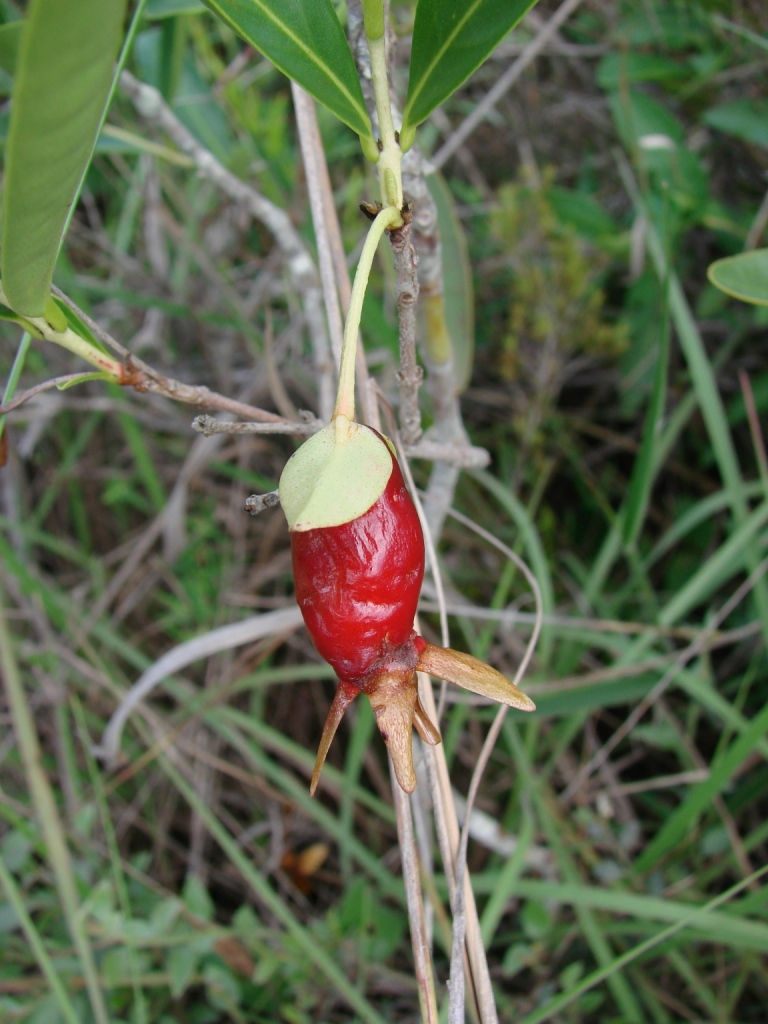
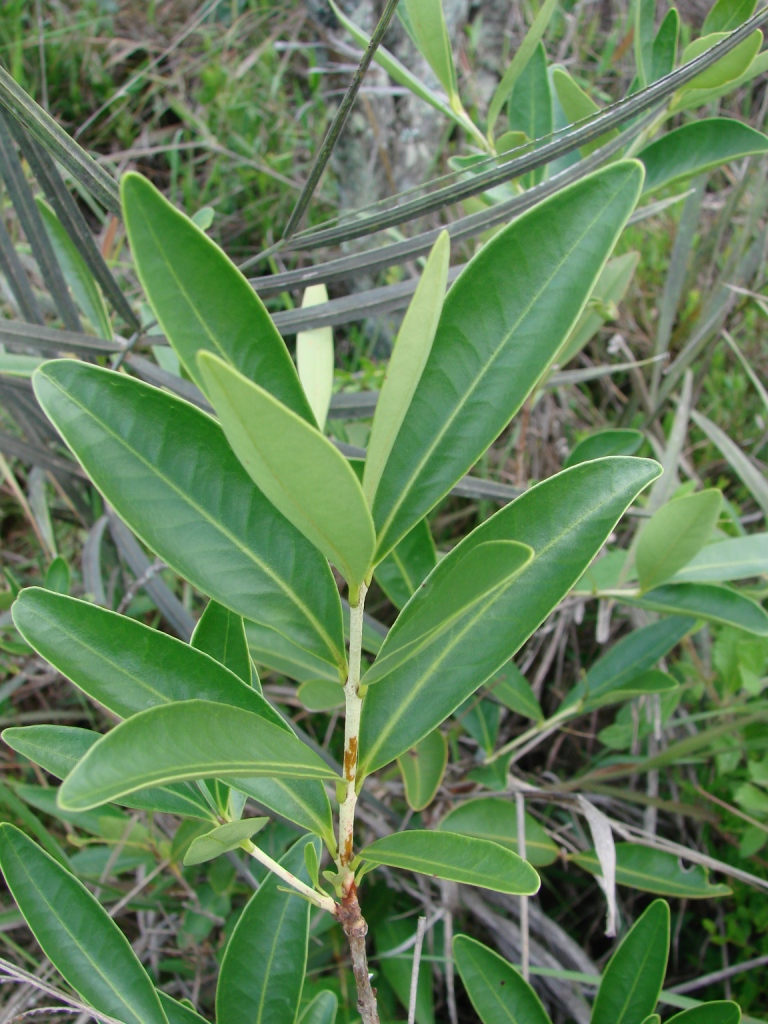